# Mychajło Neczaj
Mychajło Mychajłowycz Neczaj (ur. 24 lutego 1930, zm. 15 sierpnia 2011) – ostatni karpacki molfar. 
Mieszkał we wsi Jasienów Górny. We wrześniu 2010 został uhonorowany odznaczeniem „Zasłużony pracownik kultury Ukrainy” za wieloletnie kierowanie zespołem artystycznym „Struny Czeremosza”.
Został zabity rankiem 15 lipca 2011 roku w swoim domu. W obławie milicyjnej brało udział ponad stu funkcjonariuszy, podejrzanego ujęto tego samego dnia w pobliskiej wsi, jako motyw wskazał odstępstwo ofiary od zasad wiary chrześcijańskiej.